# Car-puszka
Car-puszka, Car-armata (ros. Царь-пушка) – pod względem kalibru największa na świecie armata spośród ładowanych od przodu, eksponowana obecnie na Kremlu w Moskwie. Ma kaliber 900 mm (według innych danych 890 mm), długość 5,34 m i masę 39,312 tony.
Bombardę tę odlał z brązu w 1586 mistrz ludwisarski Andriej Czochow, na polecenie cara Fiodora Rurykowicza (jest ozdobiona płaskorzeźbą tego władcy w koronie i z berłem na koniu oraz trzema napisami fundacyjnymi). Na obu bokach ma ona po cztery uchwyty do lin. Początkowo umieszczono ją w ramach fortyfikacji na przedpolu Kremla, na placu Czerwonym. Miała zestaw kul kamiennych o masie 800 kg, które jednak się nie zachowały. W XVIII wieku działo wycofano ze służby i ustawiono na Kremlu koło arsenału, jako pomnik militarny. W czasie okupacji Moskwy przez Napoleona spłonęła drewniana laweta działa. W 1834 w Petersburgu odlano żeliwne kule o wadze 1,97 tony i umieszczono koło armaty (choć nie mogła ona strzelać takimi pociskami). W tym samym mieście w 1835, według projektu A. Briułłowa i de Wittego, wykonano ozdobną żeliwną lawetę. W 1960 przeniesiono Car-puszkę nieopodal Car-kołokoła, gdzie stoi do dziś. 
Wbrew poglądom, że Car-puszka nie była w stanie strzelać, badania przeprowadzone w 1980 wykazały, że oddano z niej przynajmniej jeden strzał – natomiast nigdy nie była użyta w działaniach bojowych. Jej transport i obsługa byłyby zbyt skomplikowane i czasochłonne i wymagałyby zbyt wielu ludzi. Produkcja amunicji byłaby wykonalna, ale prawdopodobnie zbyt kosztowna. Car-puszka jest drugą armatą świata pod względem kalibru (pierwsze miejsce przysługuje amerykańskiemu moździerzowi doświadczalnemu Little David). Pod względem masy i długości lufy znacząco ustępuje niemieckiemu działu Dora z 1937. 
W 2001 na zamówienie władz Moskwy wykonano żeliwną kopię Car-puszki (42 tony, kaliber 890 mm) i podarowano miastu Donieck, gdzie stoi przed ratuszem.